# Saarbrücken
Saarbrücken közel 180 000 fős lakosságával németországi viszonylatban kisvárosnak számít. A szövetségi köztársaság egyik legkisebb tartományának, a Saar-vidéknek a fővárosa.

## Fekvése
Saarbrücken Németország délnyugati részén, közvetlenül a francia határnál valamint az A1-es autópálya mellett fekszik.
Saarbrücken Alsting, Forbach és Stiring-Wendel községekkel határos.

## Éghajlata
| Hónap                                                 | Jan.  | Feb.  | Már.  | Ápr. | Máj. | Jún. | Júl. | Aug. | Szep. | Okt. | Nov.  | Dec.  | Év    |
| ----------------------------------------------------- | ----- | ----- | ----- | ---- | ---- | ---- | ---- | ---- | ----- | ---- | ----- | ----- | ----- |
| Rekord max. hőmérséklet (°C)                          | 14,5  | 20,5  | 24,0  | 27,7 | 31,2 | 35,2 | 37,7 | 37,1 | 32,2  | 26,5 | 21,2  | 17,1  | 37,7  |
| Átlagos max. hőmérséklet (°C)                         | 4,0   | 5,7   | 10,3  | 14,9 | 18,7 | 22,1 | 24,2 | 24,0 | 19,5  | 14,1 | 8,2   | 4,7   | 14,2  |
| Átlagos min. hőmérséklet (°C)                         | −1,0  | −0,8  | 1,8   | 4,7  | 8,3  | 11,5 | 13,4 | 13,2 | 9,6   | 6,4  | 2,7   | 0,0   | 5,9   |
| Rekord min. hőmérséklet (°C)                          | −17,2 | −20,8 | −14,9 | −6,0 | −2,3 | 0,0  | 3,7  | 3,9  | −0,5  | −6,1 | −11,7 | −18,7 | −20,8 |
| Átl. csapadékmennyiség (mm)                           | 76    | 65    | 65    | 50   | 73   | 64   | 75   | 71   | 67    | 74   | 81    | 100   | 861   |
| Havi napsütéses órák száma                            | 54    | 81    | 137   | 191  | 214  | 231  | 244  | 226  | 171   | 106  | 53    | 42    | 1749  |
| Forrás: World Meteorological Organization; Infoclimat |       |       |       |      |      |      |      |      |       |      |       |       |       |

## Közigazgatás

### 1 Mitte
- 11 Alt-Saarbrücken
  - 111 Schlossberg
  - 112 Reppersberg
  - 113 Malstatter Straße
  - 114 Triller
  - 115 Glockenwald
  - 116 Bellevue
- 12 Malstatt
  - 121 Rußhütte
  - 122 Rodenhof
  - 123 Unteres Malstatt
  - 124 Leipziger Straße
  - 125 Jenneweg
  - 126 Rastpfuhl
- 13 St. Johann 
  - 131 Hauptbahnhof
  - 132 Nauwieser Viertel
  - 133 St. Johanner Markt
  - 134 Am Staden
  - 135 Kaninchenberg
  - 136 Rotenbühl
  - 137 Am Homburg
  - 138 Bruchwiese
  - 139 Universität
- 14 Eschberg
- 16 Sankt Arnual
  - 161 Wackenberg
  - 162 Winterberg

### 2 West
- 21 Gersweiler
  - 211 Gersweiler-Mitte
  - 212 Ottenhausen
  - 213 Neu-Aschbach
- 22 Klarenthal
  - 221 Klarenthal
  - 222 Krughütte
- 23 Altenkessel
  - 231 Altenkessel
  - 232 Rockershausen
- 24 Burbach
  - 241 Hochstraße
  - 242 Ottstraße
  - 243 Füllengarten
  - 244 Von der Heydt

### 3 Dudweiler
- 31 Dudweiler
  - 311 Dudweiler-Nord
  - 312 Dudweiler-Mitte
  - 313 Flitsch
  - 314 Kitten
  - 315 Pfaffenkopf
  - 316 Geisenkopf
  - 317 Dudweiler-Süd
  - 318 Wilhelmshöhe-Fröhn
- 32 Jägersfreude
- 33 Herrensohr
- 34 Scheidt
  - 341 Scheidt
  - 342 Scheidterberg

### 4 Halberg
- 42 Schafbrücke
- 43 Bischmisheim
- 44 Ensheim
- 45 Brebach-Fechingen
  - 451 Brebach
  - 452 Neufechingen
  - 453 Fechingen
- 46 Eschringen
- 47 Güdingen
  - 471 Alt-Güdingen
  - 472 Schönbach
- 48 Bübingen

## Története
III. Ottó német-római császár 999-ben ajándékozta “Sarabrucca” nevű királyi székhelyét a metzi apátságnak. A város megjelenésére a 18. század francia barokk építészete nyomta rá bélyegét.
A Saar-vidék gyakran cserélt gazdát a franciák és a németek között. A versailles-i békeszerződés értelmében a bányászatilag értékes terület kompenzációként került a franciákhoz 15 évre. Ekkor hozták létre különálló egységként. 1935-ben fölényes népszavazáson a Németországhoz való visszakerülés mellett szavazott a lakosság nagy többsége. 1946-ban a francia katonai adminisztráció létrehozta a Saar protektorátust. 1955-ben ismét népszavazás döntött a terület sorsáról és 1957 január 1-től hivatalosan is a Német Szövetségi Köztársaság része lett. A francia hagyományok azonban ma is jól érezhetők.

## Gazdaság
Saarbückenben élénk ipari, kereskedelmi tevékenység folyik. Számos kohászati, gép-, fém-, járműipari-, söripari vállalat működik határai között, de itt itt a közelben található a Burbachi kohómű (Burbacher Hütte) is, melynek sziluettje jól látható a Lajos-hídról (Louisenbrücke) is.

## Közlekedés

### Közúti közlekedés
Saarbrückent érinti az A6-os, A623-as, A1-es és az A620-as autópálya.

### Légi közlekedés
A repülőtér városközponttól mintegy 5 km-re keletre található, az Ensheim városrészben.

## Oktatás
A saarbrückeni Saar-vidéki Egyetemet (Universität des Saarlandes) 1948-ban Franciaországgal közösen alapították.

## Kultúra
A Saar-Lor-Lux régióba tartozó városként, Saarbrücken részt vesz a Luxemburg 2007 Európa kulturális fővárosa programokban. Az európai rendezvényen a német város 14 projekttel mutatkozik be.

### Múzeumok
- Abenteuermuseum
- Arzneipflanzenmuseum
- Geologisches Museum
- Heimatmuseum St. Arnual
- Historisches Museum Saar

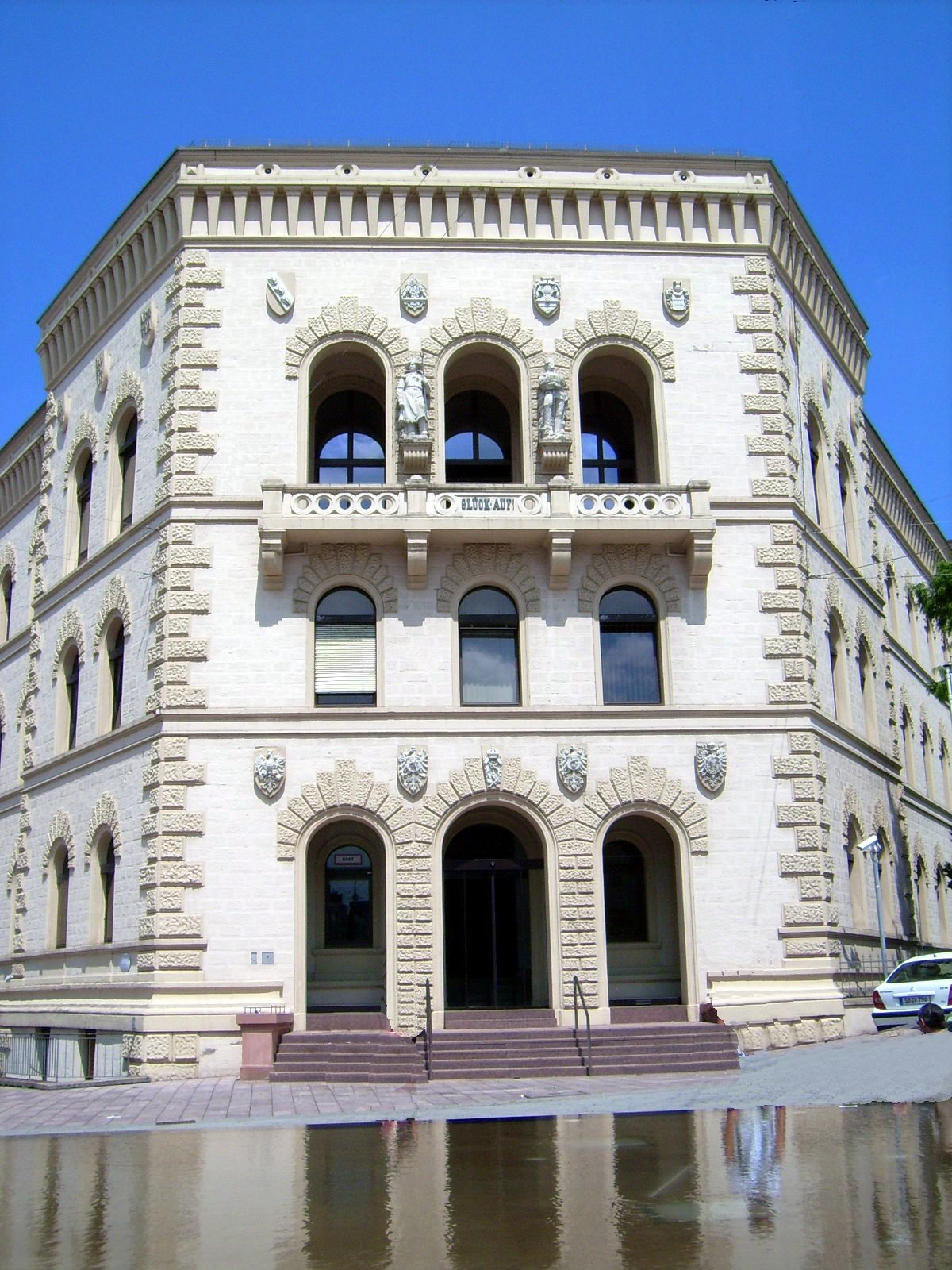
Bergwerksdirektion, 1877–80, von Martin Gropius

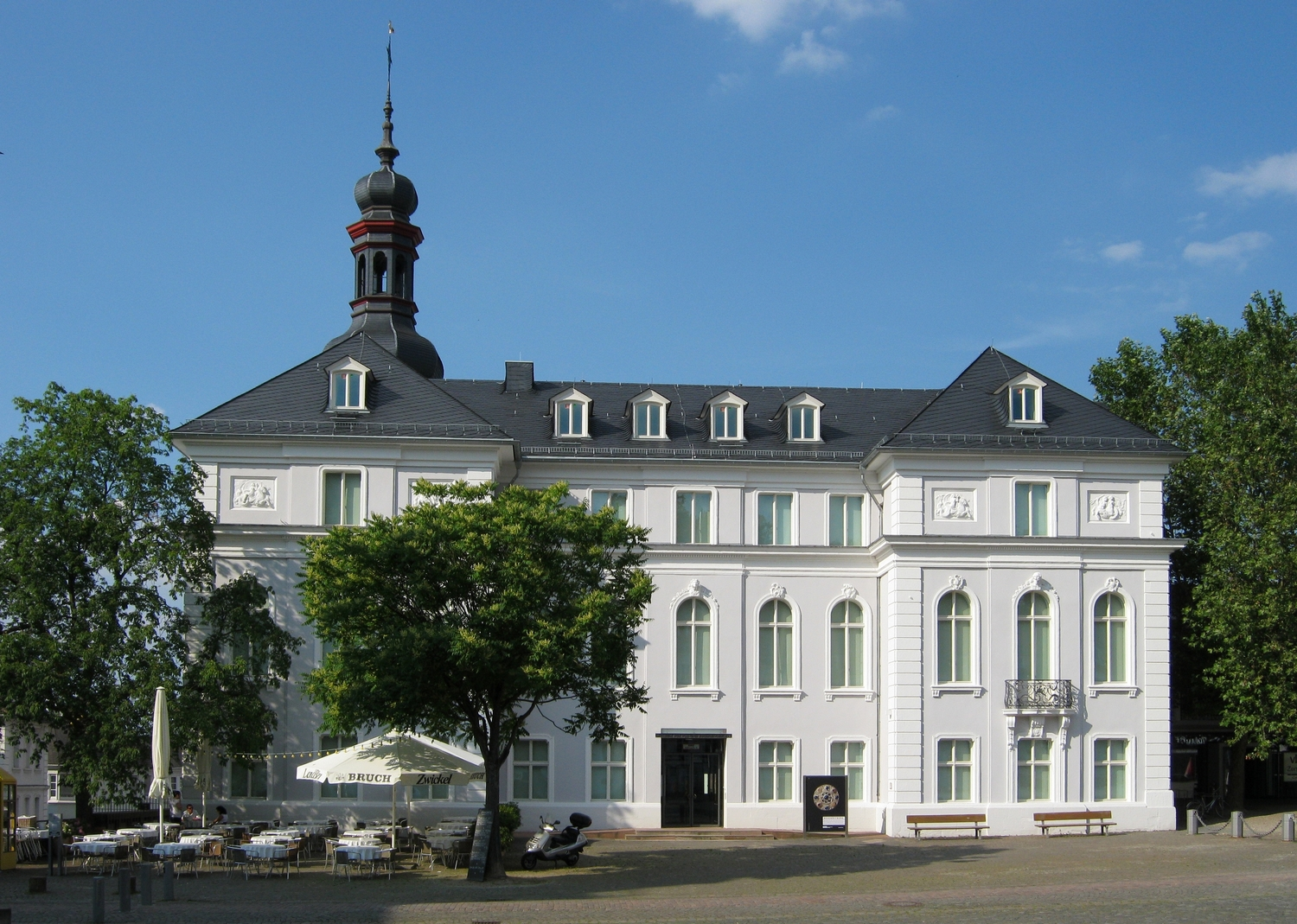
Museum für Vor- und Frühgeschichte am Schlossplatz

- Kreisständehaus Saarbrücker Schlossplatz
- Museum für Vor- und Frühgeschichte
- Museum in der Schlosskirche
- Saarlandmuseum
- Saarländisches Künstlerhaus
- Sepulkralmuseum
- Stadtgalerie Saarbrücken

## Népesség
Lakosainak száma 183 509 fő (2023. december 31.).
A település népességének változása:
| Lakosok száma | 205 336 | 175 536 | 178 141 | 179 709 | 180 966 | 180 741 | 179 634 | 181 959 | 183 509 |
|               | 1975    | 2010    | 2015    | 2016    | 2017    | 2019    | 2021    | 2022    | 2023    |

## Látványosságok
- 15. századi öreg híd
- A várpalota és a palotatér barokk együttese
- Neogótikus városháza.

## Híres emberek
- Wolfgang Staudte (1906–1984), filmrendező, forgatókönyvíró, színész
- Rolf Lacour (1937–2018), birkózó
- Margit Otto-Crépin (1945–2020), lovas
- Joachim Deckarm (* 1954), kézilabdázó
- Sandra (* 1962), német énekesnő
- Benjamin Baltes (* 1984), labdarúgó
- Yvonne Ploetz (* 1984), politikus
- Jonas Hector (* 1990), labdarúgó

## Testvértelepülések
- Franciaország Nantes 1965
- Grúzia Tbiliszi, 1975
- Németország Cottbus, 1987
- USA Pittsburgh